# Gardenia stenophylla
Gardenia stenophylla är en måreväxtart som beskrevs av Elmer Drew Merrill. Gardenia stenophylla ingår i släktet Gardenia och familjen måreväxter. Inga underarter finns listade i Catalogue of Life.